# Quarters!
Quarters! es el sexto álbum de estudio de la banda australiana de rock psicodélico King Gizzard & the Lizard Wizard. Fue lanzado el 12 de mayo de 2015 por Heavenly Records alcanzando el puesto número 99 en las listas ARIA, una novedad para la banda.
El álbum fue nominado al Mejor Álbum de Jazz en los ARIA Music Awards de 2015, perdiendo ante Mooroolbark por Barney McAll.

## Antecedentes
El álbum incluye cuatro canciones, cada una de las cuales dura diez minutos y diez segundos, lo que hace que cada canción sea una cuarta parte del álbum, de ahí el título. Basándose en el jazz-fusión y el rock psicodélico, la banda describió el sonido más relajado del álbum como "diferente a todo lo que han lanzado antes" y como "un álbum con más probabilidades de hacer que la cabeza se mueva y las caderas se muevan en lugar de perder el calzado en un violento mosh".

Stu Mackenzie describió cómo surgió la composición del álbum en una entrevista en 2015:
"Quería hacer un disco en el que no tuviera que gritar, además de explorar algunas estructuras de canciones más largas y repetitivas. Cuatro pistas, cuatro cuartos, cada una con una duración exacta de 10:10 minutos, cada una de ellas una extended jam repleta de melodías, el ocasional goteo de agua, funk espacial, risas como Pink Floyd y ritmos deliciosamente sencillos. Tampoco quería usar cualquier pedal de guitarra brutal o cantar a través de amplificadores de guitarra reventados como normalmente lo haría".

## Recepción
Tras su lanzamiento, Quarters! recibió críticas generalmente positivas por parte de los críticos musicales. En Metacritic, que asigna una calificación normalizada de 100 a las reseñas de los críticos, el álbum recibió una puntuación promedio de 68, basada en 8 reseñas, que indica "generalmente favorable".
Al escribir para The Guardian, Everett True afirmó durante el álbum que "King Gizzard & the Lizard Wizard desentraña misterios, realiza magia, provoca melodías a partir de patrones musicales intrincadamente formados y lo hace todo con una cara que sería recta, excepto que ha tomado demasiadas sustancias que alteran la mente".

## Música
El álbum consta de cuatro canciones pop psicodélicas, todas con una duración exacta de diez minutos y diez segundos. "The River" es una canción de jazz-rock al estilo Traffic con congas al estilo de Santana.
Tim Sendra de AllMusic describió el álbum como una "epopeya de jazz progresivo". Mike Katzif de NPR describió la música del álbum como "rock progresivo con inflexión de jazz".

## Lista de canciones
El lado A del vinilo incluye las pistas 1-2 y la cara B las pistas 3-4.
Todas las pistas están escritas por Stu Mackenzie.

| N.º | Título                     | Duración |  |
| 1.  | «The River»                | 10:10    |  |
| 2.  | «Infinite Rise»            | 10:10    |  |
| 3.  | «God Is in the Rhythm»     | 10:10    |  |
| 4.  | «Lonely Steel Sheet Flyer» | 10:10    |  |

## Personal
Créditos para Quarters! adaptados de las notas del álbum.
King Gizzard & the Lizard Wizard
- Michael Cavanagh - batería, conga
- Cook Craig - guitarra
- Ambrose Kenny-Smith - armónica, voz
- Stu Mackenzie - voz, guitarra
- Eric Moore - batería, percusión
- Lucas Skinner - bajo

  Joey Walker - guitarra, bajo
Producción
- Stu Mackenzie - grabación (pista 2), grabación adicional, mezcla
- Wayne Gordon - grabación (pistas 1, 3, 4)
- Joe Carra - masterización
- Jason Galea - portada, diseño, foto